# Collegio uninominale Sicilia 2 - 05 (2017)
Il collegio elettorale uninominale Sicilia 2 - 05 è stato un collegio elettorale uninominale della Repubblica Italiana per l'elezione della Camera dei deputati tra il 2017 ed il 2022.

## Territorio
Come previsto dalla legge elettorale italiana del 2017, il collegio era stato definito tramite decreto legislativo all'interno della circoscrizione Sicilia 2.
Era formato dal territorio del solo comune di Catania.
Il collegio era parte del collegio plurinominale Sicilia 2 - 02.

## Eletti
| Elezione | Elezione | Deputato          | Partito            |
| -------- | -------- | ----------------- | ------------------ |
|          | 2018     | Maria Laura Paxia | Movimento 5 Stelle |

## Dati elettorali

### XVIII legislatura
Come previsto dalla legge elettorale, 232 deputati erano eletti con sistema a maggioranza relativa in altrettanti collegi uninominali a turno unico.
| Candidati              | Candidati                   | Voti    | %     | Liste                                | Voti    | %     |
| ---------------------- | --------------------------- | ------- | ----- | ------------------------------------ | ------- | ----- |
|                        | Maria Laura Paxia ✔️ Eletto | 67 712  | 47,58 | Movimento 5 Stelle                   | 67 712  | 47,58 |
|                        | Manlio Messina              | 46 477  | 32,66 | Forza Italia                         | 31 033  | 21,81 |
| Lega                   | Manlio Messina              | 46 477  | 32,66 | 6 774                                | 4,76    |       |
| Fratelli d'Italia      | Manlio Messina              | 46 477  | 32,66 | 6 615                                | 4,65    |       |
| Noi con l'Italia - UDC | Manlio Messina              | 46 477  | 32,66 | 2 055                                | 1,44    |       |
|                        | Giuseppe Berretta           | 19 299  | 13,56 | Partito Democratico                  | 16 644  | 11,70 |
| +Europa                | Giuseppe Berretta           | 19 299  | 13,56 | 1 894                                | 1,33    |       |
| Italia Europa Insieme  | Giuseppe Berretta           | 19 299  | 13,56 | 424                                  | 0,30    |       |
| Civica Popolare        | Giuseppe Berretta           | 19 299  | 13,56 | 337                                  | 0,24    |       |
|                        | Maria Chiaramonte           | 3 534   | 2,48  | Liberi e Uguali                      | 3 534   | 2,48  |
|                        | Pietro Mancuso              | 1 488   | 1,05  | Potere al Popolo!                    | 1 488   | 1,05  |
|                        | Francesca Rizzotto          | 1 195   | 0,84  | Il Popolo della Famiglia             | 1 195   | 0,84  |
|                        | Pierluigi Reale             | 1 156   | 0,81  | CasaPound                            | 1 156   | 0,81  |
|                        | Giuseppe Manoli             | 542     | 0,38  | Italia agli Italiani                 | 542     | 0,38  |
|                        | Emanuele Feltri             | 457     | 0,32  | Partito Comunista                    | 457     | 0,32  |
|                        | Giovanna Santoro            | 248     | 0,17  | Partito Valore Umano                 | 248     | 0,17  |
|                        | Rosa Zappulla               | 195     | 0,14  | Lista del Popolo per la Costituzione | 195     | 0,14  |
| Totale                 | Totale                      | 142 303 | 100   |                                      | 142 303 | 100   |
|                        |                             |         |       |                                      |         |       |
| Voti non validi        | Voti non validi             | 5 686   | 3,84  |                                      |         |       |
| Votanti                | Votanti                     | 147 989 | 59,78 |                                      |         |       |
| Elettori               | Elettori                    | 247 576 |       |                                      |         |       |